# Klavecimbelconcerten (J.S. Bach)
De klavecimbelconcerten (BWV 1052-1065) van Johann Sebastian Bach nemen in de categorie instrumentale orkestwerken van zijn oeuvre een aanzienlijke plaats in.

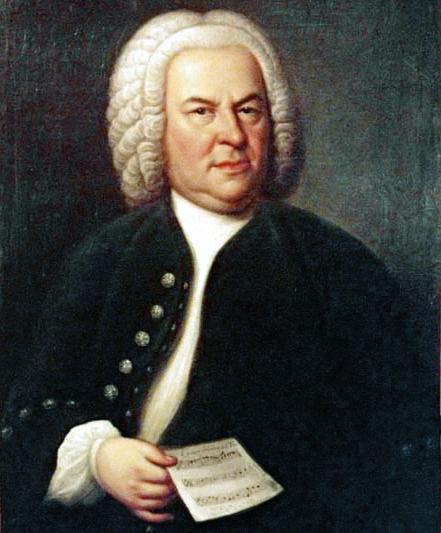
Johann Sebastian Bach

## Overzicht
Bach schreef in totaal 13 concerten voor één, twee, drie of vier klavecimbels en orkest:
- zeven soloconcerten voor klavecimbel, strijkers en basso continuo (BWV1052 – 1058) (met bovendien twee blokfluiten in BWV 1057); bovendien bestaat een kort fragment van het openingsdeel uit een onvoltooid concert (BWV 1059)
- drie dubbelconcerten voor twee klavecimbels, strijkers en continuo (BWV 1060 – 1062)
- twee tripelconcerten voor drie klavecimbels, strijkers en continuo (BWV 1063 en 1064)
- een concert voor vier klavecimbels, strijkers en continuo (BWV 1065) (transcriptie van een werk van Antonio Vivaldi).

Onder de noemer klavecimbelconcert kunnen daarbij het Vijfde Brandenburgse Concert (BWV 1050) en het tripelconcert in a-mineur (BWV 1044) genoemd worden, die beide een prominente solopartij voor klavecimbel hebben naast twee andere solo-instrumenten: viool en traversofluit.
Naast de concerten voor klavecimbel en orkest schreef Bach werken voor soloklavecimbel die hij ook concert noemde en de concertstructuur vertonen: het Italiaans Concert (BWV 971) en de zestien bewerkingen van concerten van Italiaanse meesters (BWV 972 - 987).
In de uitvoeringspraktijk van de 19de eeuw en daarna werd het klavecimbel in al Bachs klavierwerken vervangen door de moderne piano. Ook tegenwoordig komt dit voor, maar sinds het midden van de twintigste eeuw heeft het klavecimbel, dankzij pioniers als Wanda Landowska, Thurston Dart, Aimée Van de Wiele, Hans Brandts Buys en Gustav Leonhardt zijn oorspronkelijke plaats, grotendeels heroverd als solo-instrument voor deze concerten, al wordt sporadisch nog de moderne vleugelpiano gebruikt. Overigens valt niet uit te sluiten dat Bach de vroege vormen van de fortepiano kende of misschien zelfs een exemplaar in zijn bezit had (in elk geval niet meer toen hij stierf), maar het is niet aannemelijk dat hij zijn klavierconcerten erop speelde of ervoor bedoelde.

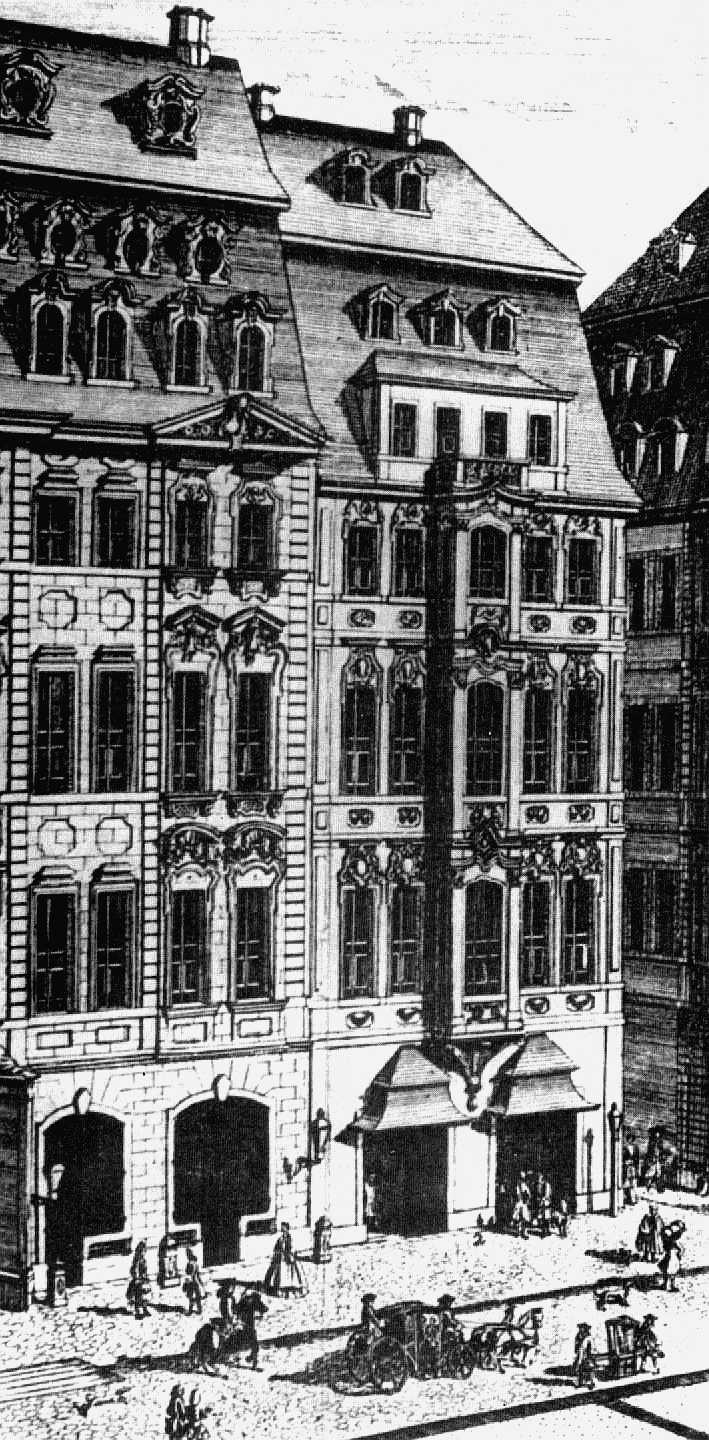
Zimmermannischen Caffee-Hauß

## Ontstaan
De klavecimbelconcerten ontstonden tussen 1728 en 1740, toen Bach de leiding had over het door Telemann opgerichte Collegium Musicum van Leipzig, dat concerten gaf in het Zimmermannischen Caffee-Hauß. De leden van het Collegium waren (muziek)studenten en waarschijnlijk amateurmusici afkomstig uit de burgerij van Leipzig. Naast het Collegium moest Bach een andere 'muzikale mond' voeden: zijn eigen familie. In een brief uit 1730 aan zijn jeugdvriend Georg Erdmann vertelt Bach hoeveel vreugde het hem gaf met zijn eigen familie te musiceren. "Insgesammt aber sind [die Kinder] gebohrne Musici und kann versicheren, daß schon ein Concert vocaliter und instrumentaliter mit meiner Familie formiren kann, zumahle meine itzige Frau gar einen saubern Soprano singet, und auch meine älteste Tochter nicht schlimm einschläget"
Die 'geboren musici' waren, zoals hun vader, vooral thuis op klavierinstrumenten, met name Friedemann, Philipp Emanuel en Johann Gottfried Bernhard. Bachs leerling Johann Ludwig Krebs zal zeker hebben meegedaan. Er was blijkens de inventarislijst na Bachs dood een hele verzameling klavierinstrumenten in huize Bach: vier grote klavecimbels, een kleinere en een klein spinet (naast twee luiten, twee violen, één piccolo viool, drie altviolen, een kleine bassethoorn, twee cello's en een viola da gamba). De overvloed aan klavecinisten zal zeker hebben bijgedragen aan het schrijven van concerten voor meerdere klavecimbels.
Na het 'experiment' in 1721 met het vijfde Brandenburgse Concert - het klavecimbel in een prominente solo naast de viool en de traverso – zette Bach met de klavecimbelconcerten voor het eerst het klavecimbel volledig in als soloinstrument in een concerto. Er waren geen modellen voor een klavecimbelconcert. Het klavecimbel was traditioneel een continuo- of een soloinstrument.
De concerten voor één klavecimbel, samen met het losse concertdeel, zijn ons overgeleverd in één enkele autograaf, samengesteld tussen 1737-1739. Bachs eerste biograaf Forkel vermeldt dat Bach de concerten voor 3 en 4 klavecimbels schreef om ze uit te voeren met zijn oudste zoons. Als dat juist is, zouden de concerten voor 1733 geschreven moeten zijn: Friedemann Bach vertrok namelijk in 1733 naar Dresden. Maar evengoed kunnen bij deze concerten ook andere leerlingen dan zijn zoons, zoals gezegd Johann Ludwig Krebs, betrokken zijn geweest.

## Bach en het Italiaans concert[3]
- N.B. Hier is sprake van het Italiaanse concert als muzikale vorm, NIET van het Concerto nach italiänischen Gusto (het Italiaans concert BWV 971 uit Clavier-Übung II, 1735), waarin Bach die vorm toepaste voor klavecimbel solo, zonder orkest.

Bachs kennismaking met de Italiaanse concertvorm vond plaats in de laatste jaren voor zijn vertrek naar Köthen, toen hij Cammer Musicus und Hofforganist in Weimar was. Hij verkende de Italiaanse orgelmuziek van Girolamo Frescobaldi, maar vooral ook de muziek die aan het begin van de 18e eeuw de Duitse hoven veroverde en de Duitse componisten bezighield: het Italiaanse concert en in het bijzonder het soloconcert.
Bach werd vanuit drie invalshoeken beïnvloed door de nieuwe Italiaanse muziek.
- Ten eerste verzorgde Bach in zijn functie ook de kamermuziek aan het hof. Hoewel dat hof van Weimar serieus en vroom was, zal de wereldlijke kamermuziek er ook beïnvloed zijn geweest door de toen heersende Italiaanse muzikale mode.
- Van invloed was daarnaast Georg Philipp Telemann, die Bach waarschijnlijk al in Eisenach had ontmoet en die de peetoom was van Bachs zoon Philipp Emanuel. Ook Telemann was verbonden aan het hof van Weimar als kapelmeester. Hij verzorgde er ook de publicatie van de eerste composities van Prins Johann Ernst von Sachsen-Weimar, met wie Bach bevriend was en die al op 19-jarige leeftijd overleed. De composities van de prins waren Italiaanse soloconcerten.
- Met name van invloed was Bachs verre neef Johann Gottfried Walther. Walther was de muziekleraar van Johann Ernst. Walther was als orgelcomponist beroemd om zijn concerto-transcipties van Duitse én Italiaanse componisten, zoals van bv. Tomaso Albinoni, Giuseppe Torelli en Antonio Vivaldi. Met Walther hield Bach 'competities' in het schrijven van het nieuwe type concert, vooralsnog als bewerker van bestaande werken.

Zo bewerkte Bach 16 concerten van de Italiaanse meesters Vivaldi, Benedetto Marcello en Torelli, maar ook van Telemann en werken uit het ongepubliceerde opus 1 van Johann Ernst von Sachsen-Weimar (BWV 972 – 987). Hij volgde hier een voor hem bekend principe: een systematische aanpak en een zo breed mogelijke uitbuiting van de mogelijkheden van de vorm. Bach koos voornamelijk vioolconcerten als basis. Naast het omzetten van typische violistische kenmerken en het uitwerken van de basso continuo voor een vol klavicinistisch geluid, paste Bach de werken ook aan bij zijn eigen smaak: bassen werden levendiger gemaakt, maar ook thematisch versterkt door kenmerkende motieven, contrapunt werd toegevoegd in de oorspronkelijk homofone werken die juist de nadruk op de melodie legden. De scherpe klankcontrasten, zo typisch voor Vivaldi, werden uitgevlakt en vervangen door muzikale ontwikkelingen en climaxen. De door heldere thema's kenmerkende tutti-soli dialoog bij Vivaldi werd verschoven naar een concentratie op het thema van de soli. In de transcripties is de ontwikkeling van de kenmerken van Bachs componeren in concertowerken te zien: de verweving met polyfonie en de thematische en concertante schrijfstijl. Dit vertaalde zich ook in eigen werken uit de Weimar periode: bv. de orgeltoccata in C (BWV 564) en de Pastorale in F (BWV 590). In Köthen zou Bach de mogelijkheden van de Italiaanse concertovorm in zijn functie als hochfürstlich Anhalt-Cöthenische Kapellmeister uitwerken in de vioolconcerten en de Brandenburgse Concerten.

## Modellen
Wetenschappers hebben geconcludeerd dat van alle klavecimbelconcerten alleen dat voor twee klavecimbels in C (BWV 1061) oorspronkelijk voor het instrument geschreven moet zijn. De andere concerten zijn parodieën - in de oorspronkelijke neutrale betekenis van het woord - en moeten transcripties zijn van concerten voor melodie-instrumenten. Bij alle concerten waarvan een origineel bestaat is voor de klavecimbelversie het werk een toon lager getransponeerd. Dit hangt vermoedelijk samen met het bereik van de klavieren van de instrumenten die Bach tot zijn beschikking had. Van een aantal klavecimbelconcerten is - dankzij de bewaard gebleven originelen - bekend waarvan zij een transcriptie zijn:
- concerto in D, BWV 1054: het vioolconcert in E (BWV 1042)
- concerto in g, BWV 1058: het vioolconcert in a (BWV 1041)
- concerto in F, BWV 1057: het Brandenburgs Concert nr. 4 in G (BWV 1049)
- concerto voor twee klavecimbels in c, BWV 1062: het concert voor twee violen in d (BWV 1043)
- concerto voor vier klavecimbels in a, BWV 1065: het concert voor vier violen in b van Vivaldi (RV 580), nr. 10 uit de verzameling L'Estro Armonico opus 3.

Over de verloren gegane concerten waarop de andere klavecimbelconcerten zijn gebaseerd is geen duidelijkheid. De Amerikaanse barokhoboïst Bruce Haynes betoogde dat elf delen uit die overige klavecimbelconcerten afkomstig moeten zijn uit verloren gegane concerten voor hobo of oboe d'amore:
- het volledig concert in E, BWV 1053
- het concert in A, BWV 1055, eerste en derde deel
- het concert in f, BWV 1056, tweede en derde deel
- het volledig concert voor twee klavecimbels in c, BWV 1060
- het concert voor drie klavecimbels, BWV 1063, tweede deel

De datering van de klavecimbelconcerten (Leipzig, 1728-1740) is onomstreden, maar die van de veronderstelde modellen heeft geleid tot controverse onder musicologen. De 19e-eeuwse Bach-vorser Philipp Spitta ging ervan uit dat al deze oorspronkelijke concerten in Bachs periode te Köthen (1717-1723) moeten zijn ontstaan. Pas na 1970 werd deze hypothese in twijfel getrokken. Christoph Wolff zag aanleiding  de meeste van deze concerten in de Leipziger periode te situeren, waarna een "Köthen oder Leipzig?"-dispuut ontstond. Over het concert in d, BWV 1052 is men het eens dat dit een transcriptie is van een vroeg concert van Bach, naar alle waarschijnlijkheid voor viool. De twee concerten voor drie klavecimbels zijn transcripties; net als bij het tripelconcert BWV 1044 is het niet uitgesloten dat Bachs zonen en/of zijn leerling Krebs betrokken zijn geweest bij de bewerking.
Tevens werd een aantal sinfonia's uit cantates met een obligate solo-orgelpartij uit de derde cantatecyclus uit Leipzig (1725-1727) in de klavecimbelconcerten gebruikt.

## Wijze van transcriptie
Voor vergelijkend onderzoek naar de wijze van transcriptie kunnen alleen de klavecimbelconcerten BWV 1054, 1057, 1058, 1062 en 1065 gebruikt worden, omdat daarvan de oorspronkelijke versies voor melodie-instrument(en) behouden zijn gebleven. Bij onderzoek naar de relaties van de andere klavecimbelconcerten met hun vermoedelijke voorbeelden moet worden uitgegaan van veronderstellingen en zijn de onderzoekers het niet altijd eens. Een behulpzame factor is wel het feit dat van diverse delen van de (zowel behouden gebleven als verloren gegane) concerten anders geïnstrumenteerde versies bestaan in de vorm van aria's, koren en sinfonia's van cantates.   
De eerste zes concerten behoorden oorspronkelijk tot een afzonderlijk manuscript. Het zevende concert (BWV 1058) en het fragment (BWV 1059) waren eerder geschreven. In BWV 1058 neemt het klavecimbel in de rechterhand de solopartij van het origineel (het vioolconcert in a BWV 1041) over en verdubbelt de linkerhand de basso continuolijn. Verondersteld is dat hij dat ook zou hebben gedaan bij BWV 1059 als hij na de eerste maten met dat werk zou zijn doorgegaan. In het concert in d (BWV 1052) volgde Bach hetzelfde procedé, maar hij voegde aanzienlijk meer versieringen toe aan beide klavecimbellijnen. Ook dit is speculatie, omdat de versie als vioolconcert (als die bestaan heeft) verloren is gegaan. In de transcriptie (BWV 1054) van het openingsdeel van het vioolconcert in E (BWV 1042) herschreef Bach de gehele baslijn van het klavecimbel, liet hij de contrabas weg in veel van de sologedeeltes en herschreef hij de strijkerspartijen passend bij het nieuwe sologedeelte. In de andere delen, en in de andere concerten, liet Bach de bovenste strijkerspartijen min of meer onaangetast en voegde hij de klavecimbelpartij toe en vervolgens de contrabaspartij (voornamelijk in de tutti-gedeeltes). Bij de transcriptie (BWV 1057) van het vierde Brandenburgse Concert (BWV 1049) bewerkte Bach de verhouding tussen de klavecimbelpartij (in het Brandenburgs Concert een vioolpartij) en de blokfluiten met gedeeltes die volledig nieuw zijn voor het klavecimbel.

## De soloconcerten uit de autograaf
Het handschrift omvat zeven driedelige concerten voor één klavecimbel en een fragment van een inleidend deel. Door dit laatste vermoeden sommigen dat Bach eigenlijk een serie van twaalf concerten in de zin had, maar dat hij ermee gestopt is of dat Band II van de reeks verloren is gegaan.

### Concert in d, BWV 1052
Delen
- Allegro in 4/4 in d
- Adagio in 3/4 in g
- Allegro in 3/4 in d

Andere versies
- een vroegere versie, eveneens een klavecimbelconcert (BWV 1052a)
- deel 1 in cantate 146 (BWV 146) Wir müssen durch viel Trübsal met concerterend orgel
- deel 2, eveneens in cantate 146, met concerterend orgel en toegevoegd koordeel
- deel 3 als openingsdeel van cantate 188 (BWV 188) Ich habe meine Zuversicht met concerterend orgel, slechts fragmentarisch overgeleverd

De compositie
Het originele concert dat als basis diende voor deze transcriptie, Bachs bekendste klavecimbelconcert, is waarschijnlijk een vroeg vioolconcert geweest uit de Weimar- of Köthen-periode. Opmerkelijk is dat het langzame middendeel in de subdominant g-mineur staat in plaats van F-majeur, de parallelle toonaard van het d-mineur van de beide andere delen. De toonaard g-mineur speelt ook een rol bij overgangspassages in die andere delen.

### Concert in E, BWV 1053
Delen
- (zonder tempoaanduiding) in 4/4 in E
- Siciliano in 12/8 in cis
- Allegro in 3/8 in E

Andere versies
- deel 1 in cantate 169 (BWV 169) Gott soll allein mein Herze haben (met obligate orgelpartij)
- deel 2, eveneens in cantate 169, als aria Stirb in mir, Welt (met solo-orgel en altpartij)
- deel 3 als sinfonia in cantate 49 (BWV 49) Ich geh und suche mit Verlangen met obligate orgelpartij

De compositie
Dit concert hoort tot de bekendste van Bachs klavecimbelconcerten en is tevens een van zijn langste. Het origineel was waarschijnlijk voor een melodie-instrument bestemd: alle drie delen waren al gebruikt in 1726 in cantates en Bach schreef voor 1726 vermoedelijk geen klavecimbelconcerten.

### Concert in D, BWV 1054
Delen
- (zonder tempoaanduiding) in 4/4 in D
- Adagio e piano sempre in 3/4 in b
- Allegro in 3/8 in D

Andere versies
Het werk is een bewerking van het vioolconcert BWV 1042 in E
De compositie
Bijna ononderbroken citeert de begeleiding de motieven uit het thema. Het eerste deel heeft een heldere ABA-opbouw (het eerste deel wordt zonder veranderingen volledig herhaald). Het middendeel begint als passacaglia, maar al snel wordt de strenge verbinding met het thema verlaten dat alleen nog in de bas wordt gebruikt en in de afsluitende slotcadens.
In het slotdeel, dat een rondovorm heeft in plaats van de in deze concerten gebruikelijke ritornellovorm, heeft Bach vier toenemend virtuoze solopartijen voor het klavecimbel geschreven.

### Concert in A, BWV 1055
Delen
- Allegro in 4/4 in A
- Larghetto in 12/8 in fis
- Allegro in 3/8 in A

Andere versies
Er zijn geen andere versies bewaard gebleven
De compositie
Niet zeker is wat het oorspronkelijke instrument is geweest waarvan dit concert een transcriptie is; waarschijnlijk een viool, maar ook een oboe d'amore is mogelijk. Het werk wordt beschouwd als Bachs zowel eenvoudigste als minst karakteristieke klavecimbelconcert, wat ook tot het vermoeden heeft geleid (Finscher) dat het oorspronkelijke werk door een andere meester is geschreven. Finscher staat daarin overigens alleen. Het langzame deel is het meest karakteristiek en zorgt daarmee voor een contrast met de buitendelen.

### Concert in f, BWV 1056
Delen
- (zonder tempoaanduiding) in 2/4 in f
- Largo in 4/4 in As
- Presto in 3/8 in f

Andere versies
Een kortere versie van het middendeel bestaat als sinfonia voor cantate 156 (BWV 156) Ich steh mit einem Fuß im Grabe voor solo-hobo en strijkers pizzicato
De compositie
Dit concert is in tijdsduur het kortste van de reeks. Naar alle waarschijnlijkheid is het origineel een (verloren gegaan) vioolconcert in g, waarvan Bach het middendeel al in 1729 gebruikte voor cantate 156. Dat het origineel voor viool (of hobo) was geschreven blijkt uit de cantabilethema's en de cantabilestijl, zelfs nog in de klavecimbelsolo's. Daarnaast verdubbelt de linkerhand in de buitendelen slechts de baslijn van de tutti. Met name het middendeel heeft een Italiaans karakter met zijn rijk versierde, doorlopende cantilene solo met serenade-achtige pizzicato begeleiding van de tutti, een contrast met de strenge buitendelen. Er is ook wel geopperd dat dit concert is samengesteld uit delen die uit verschillende concerten afkomstig zijn.

### Concert in F, BWV 1057
Delen
- (zonder tempoaanduiding) in 3/8 in F
- Andante in 4/4 in d
- Allegro assai in 4/4 in F

Andere versies
De oervorm van dit werk is het vierde Brandenburgse Concert (BWV 1049) in G
De compositie
Van het concertino uit het Brandenburgse Concert heeft Bach de partij voor de blokfluiten onveranderd gelaten en alleen de vioolpartij bewerkt voor klavecimbel. De rol van het klavecimbel is prominent ten opzichte van de beide blokfluiten.

### Concert in g, BWV 1058
Delen
- (zonder tempoaanduiding) 2/4 in g
- Andante 4/4 in Bes
- Allegro assai 9/8 in g

Andere versies
Het werk is een bewerking van het vioolconcert (BWV 1041) in a.
De compositie
Het origineel hoort tot de bekendste werken van Bach. Het langzame deel is een passacaglia.

### Fragment in d, BWV 1059
Deel
- (zonder tempoaanduiding) 4/4 in d

Andere versies
Sinfonia van cantate 35 (BWV 35) Geist und Seele wird verwirret met obligate orgelpartij.
De compositie
Van het werk zijn slechts negen maten overgeleverd, opgenomen in de autograaf van BWV 1052 – 1058, direct na het concert in g (BWV 1058). Naast klavecimbel, strijkers en basso continuo schrijft Bach ook een hobo voor. Dit fragment komt al voor als volledige sinfonia in cantate 35, met obligaat orgel. Het tweede instrumentale deel (ook in d) van deze cantate heeft, evenals de eerste aria, ook een obligate orgelpartij. Men beschouwt daarom sinfonia – aria – 2e sinfonia als de basis voor het concert in d, waarbij moet worden opgemerkt dat de aria (een siciliano in a-mineur) slechts met ingrijpende wijzigingen in een instrumentaal langzaam deel kan worden omgezet. Daarom hebben sommige latere bewerkers ervoor gekozen een ander middendeel te arrangeren uit Bachs rijke voorraad aan langzame delen en aria's. Hoe het komt dat het werk incompleet is, is onbekend. Mogelijk is de uitgeschreven partituur verloren gegaan, maar het kan ook zijn dat Bach niet met dit werk doorging omdat er al genoeg materiaal was voor de muzikale bijeenkomsten in het Zimmermannischen Caffee-Hauß.

## Andere concerten met een solo-klavecimbel
Twee andere concerten zijn niet in de verzameling opgenomen, maar zij zijn wel bij de werken met solo-klavecimbel in te delen. De werken zijn onafhankelijk van elkaar ontstaan, maar ze hebben eenzelfde bezetting: een groep bestaand uit drie solo-instrumenten: klavecimbel, fluit en viool, geplaatst tegenover een ripieno van strijkers en basso continuo.

### Vijfde Brandenburgse Concert, BWV 1050
Delen
- Allegro 4/4 in D
- Affettuoso 4/4 in b
- Allegro 2/4 in D

De compositie
Dit is het vroegste werk van Bach met een concerterend klavecimbel (ca. 1720) en zeker een van de eerste klavecimbelconcerten uit de muziekgeschiedenis. In het eerste deel is een zeer grote virtuoze cadenza voor klavecimbelsolo opgenomen. Opvallend is dat de partij voor de tweede viool ontbreekt; vermoedelijk is het werk voor een zeer klein, solistisch bezet ensemble geschreven

### Tripelconcert in a, BWV 1044
Delen
- Allegro 4/4 in a
- Adagio ma non tanto e dolce 6/8 in C
- Alla breve 4/4 in a

De compositie
Dit concert is minstens twintig jaar later dan het Vijfde Brandenburgse Concert ontstaan. Het werk is een bewerking, waarbij in elk geval het begin- en het slotdeel uit een preludium en fuga voor klavecimbel (BWV 894) komen. Bach was in zijn Weimar-periode begonnen de nieuwe Italiaanse concertvorm te gebruiken in zijn preludia en fuga's. Dit maakte het werk ook geschikt voor bewerking in een concert. Voor het middendeel gebruikte Bach het adagio van de triosonate in d voor orgel (BWV 527); hij voegde aan het driestemmige deel een vierde begeleidende stem toe en verdeelde de drie bovenstemmen afwisselend over de afzonderlijke instrumenten. Het is niet uitgesloten dat de bewerking, waarvan slechts kopieën aanwezig zijn, niet door Bach zelf is vervaardigd maar door bijvoorbeeld zijn leerling Johann Friedrich Agricola of zijn oudste zoon Wilhelm Friedemann Bach.

## De concerten voor twee klavecimbels
Van de drie overgeleverde dubbelconcerten voor twee klavecimbels is van één de bron bekend. Van de beide andere gaat één waarschijnlijk terug op een origineel voor twee melodie-instrumenten. Het derde wordt beschouwd als oorspronkelijk voor deze bezetting geschreven.

### Concert voor twee klavecimbels in c, BWV 1060
Delen
- Allegro 4/4 in c
- Adagio 12/8 in Es
- Allegro 2/4 in c

Andere versies
Waarschijnlijk is het origineel van dit concert, dat rond 1730 werd geschreven, een ouder concert voor twee melodie-instrumenten. Aangezien de schrijfwijze voor het ene solo-instrument wezenlijk anders dan die voor het tweede, gaat het hier mogelijk om viool en hobo, niet om twee violen.

### Concert voor twee klavecimbels in C, BWV 1061
Delen
- (zonder tempoaanduiding) 4/4 in C
- Adagio ovvero largo ("Quartetto tacet") 6/8 in a
- Fuga 4/4 in C

De compositie
De bron van dit concert is mogelijk een versie voor twee soloklavecimbels zonder orkest. Het werk lijkt zeer idiomatisch voor klavecimbel geschreven en wordt daarom beschouwd als het enige oorspronkelijk voor klavecimbel geschreven concert. De rol van het orkest is beperkt: het verdubbelt hier en daar de klavecimbellijnen slechts en zwijgt in het middendeel..

### Concert voor twee klavecimbels in c, BWV 1062
Delen
- (zonder tempoaanduiding) 4/4 in c
- Andante 12/8 in Es
- Allegro assai ¾ in c

Andere versies
Het werk is een bewerking van het concert voor twee violen (BWV 1043), dat uit de Köthenperiode stamt. Bach heeft de oorspronkelijke orkestratie nauwelijks veranderd. De twee vioolpartijen worden, met aanpassingen voor het instrument, door de rechterhand van de twee klavecimbels gespeeld. De baspartij van de soloinstrumenten volgt de baslijn van het orkest nauwelijks. Opmerkelijk is dat het langzame deel van het dubbelvioolconcert niet met 'andante' maar met 'largo' is aangeduid: óf de gepunteerde kwart is daar als telsoort bedoeld en hier de achtste, óf Bach heeft daadwerkelijk voor de klavecimbelversie een duidelijk sneller tempo gewild.

## De concerten voor drie klavecimbels
Volgens de overlevering schreef Bach de twee concerten voor drie klavecimbels voor uitvoering thuis met zijn zoons Friedemann en Philipp Emanuel.

### Concert voor drie klavecimbels in d, BWV 1063
Delen
- (zonder tempoaanduiding) 3/8 in d
- Alla Siciliana 6/8 in F
- Allegro 2/4 in d

De compositie
De soloinstrumenten spelen meestal samen, vaak met hun bas in unisono. Het eerste klavecimbel heeft meestal de leiding, zowel thematisch als in de ontwikkeling van de instrumentale techniek. De ene korte en de ene lange solo in cadenza stijl van het eerste klavecimbel zorgen voor een ontspanning in de zeer compacte schrijfstijl. Het langzame deel ontbreekt in de kopie die van het werk is overgeleverd en er bestaat alleen een niet volledig betrouwbare bron. Deze Alla Siciliana zou ook met één solo-instrument gespeeld kunnen worden. De bron van de beide hoekdelen zou een werk voor drie of misschien twee melodie-instrumenten, bijvoorbeeld violen, hobo's, (blok)fluiten of een combinatie daarvan kunnen zijn.

### Concert voor drie klavecimbels in C, BWV 1064
Delen
- (zonder tempoaanduiding) in 4/4 in C
- Adagio in 4/4 in a
- Allegro in 4/4 in C

De compositie
"Eine der imposantesten Instrumental-Compositionen Bachs" noemde Spitta dit concert. Waarschijnlijk is hier de bron een concert voor drie violen; de baspartijen van de drie klavecimbels zijn voor grote delen unisono geschreven en geplaatst tegenover de violen in het orkest.

## Het concert voor vier klavecimbels
De compositie is een bewerking van het concert van Antonio Vivaldi voor vier violen en strijkers in b-mineur, opus 3 nr. 10, RV 580, uit de verzameling L'Estro Armonico.

### Concert voor vier klavecimbels in a, BWV 1065
Delen
- (zonder tempoaanduiding) in 4/4 in a
- Largo in ¾ in a
- Allegro in 6/8 in a

De compositie
Bach breidde het werk uit met chromatiek, levendiger baslijnen en grotere detaillering. Alle drie delen staan in dezelfde toonsoort (bij Vivaldi's origineel b-mineur, bij Bachs bewerking a-mineur). Bij concerten van Vivaldi komt dat vaker voor, maar niet bij Bach, die voor het middendeel bijna altijd de parallelle toonaard van die van de andere delen koos.

## Reconstructiepogingen
- Zie Lijst van overige werken (J.S. Bach), Appendix A: Gereconstrueerde concerti

In de loop van de twintigste eeuw hebben vele musicologen reconstructies gemaakt van de verloren gegane concerten voor andere solo-instrumenten, die aan de klavecimbelconcerten ten grondslag moeten hebben gelegen. Zij worden regelmatig uitgevoerd en op cd gezet. Zo bestaat er al sinds de jaren 1920 een door Max Seiffert vervaardigde versie van BWV 1060 voor viool en hobo, die in populariteit niet onderdoet voor de versie voor twee klavecimbels. BWV 1052 is vaak te horen met soloviool, BWV 1053 en BWV 1055 met oboe d'amore, BWV 1056 met viool, dwarsfluit of hobo en BWV 1064 met drie violen. Gebaseerd op het zeer korte fragment BWV 1059 is een driedelig hoboconcert vervaardigd op grond van delen uit cantate BWV 35. Bij de reconstructies wordt in feite getracht de transcripties "om te draaien". Het onderzoek baseert zich op het voorbeeld van die klavecimbelconcerten waarvan het origineel wel bekend is (BWV 1054, 1057, 1058, 1062 en 1065) en op de cantates waarin delen van de verdwenen concerten gebruikt zijn.
Bachs werkwijze per concert verschilt, doordat zijn vaardigheid in het transcriberen zich steeds verder ontwikkelde. Alleen al daardoor blijven deze reconstructies hypothetisch, hoe overtuigend ze vaak ook klinken. Bij sommige concerten, zoals BWV 1052, 1056 en 1063, is het zelfs niet zeker of de combinatie van de drie delen teruggaat op hetzelfde originele concert of op meerdere. Ook is niet gemakkelijk te bepalen voor welk instrument de concerten bedoeld moeten zijn geweest. Zo kan een ooit door Christopher Hogwood gemaakte reconstructie van het tripelconcert BWV 1063 voor de combinatie viool, dwarsfluit en hobo (destijds opgenomen door Neville Marriner met de Academy of St. Martin in the Fields) niet als 'authentiek' worden erkend, op grond van het beperkte bereik van beide blaasinstrumenten in Bachs eigen tijd.
Ook versies als orgelconcert van BWV 1052, 1053 en het 'voltooide' fragment BWV 1059, op basis van de cantates waarin hun concertdelen voorkomen met obligate orgelpartij, zijn hoogstwaarschijnlijk niet gebaseerd op een historische werkelijkheid. Er zijn geen gelegenheden bekend waarbij Bach de concertante combinatie van kerkorgel (of kistorgel) en orkest gebruikte voor andere dan liturgische doeleinden.
Dat deze historisch 'onverantwoorde' omwerkingen van Bachs klavecimbelconcerten geloofwaardig en overtuigend kunnen klinken, valt overigens bij uitvoeringen en op cd-opnamen meer dan eens vast te stellen. Zelfs van het als "onvertaalbaar" beschouwde BWV 1061 werd een versie voor viool, hobo, viola da gamba en fagot op cd vastgelegd.
Andere theorie
In de 21e eeuw weerspreekt Bach-vorser Christoph Wolff de theorie dat Bach zijn klavecimbelconcerten, of een deel ervan, baseerde op oudere concertante werken van eigen hand voor een melodie-instrument. Hij concludeert op grond van wetenschappelijk onderzoek dat Bach al vroeg een aantal concerten voor toetseninstrumenten (orgel en/of klavecimbel) geschreven moet hebben waarop de cantate-sinfonia's zijn gebaseerd die in latere concerten zijn verwerkt. Volgens Wolff zou dat de houdbaarheid van alle gereconstrueerde varianten ter discussie stellen.

## Geselecteerde discografie
Complete opnames:
- Alle concerten voor klavecimbel:
  - Gustav Leonhardt (en Anneke Uittenbosch, Eduard Müller, Janny van Wering en Alan Curtis), klavecimbel, Leonhardt Concert (Herbert Tachezi met Concentus musicus Wien o.l.v. Nikolaus Harnoncourt in BWV 1052)(Teldec Das Alte Werk, 5LPs, SCA 25 022-T/1-5; ook uitgebracht op CD
  - Bob van Asperen (en Gustav Leonhardt, Bernhardt Klapproth, Marcello Bussi en Carsten Lohff), klavecimbel, Melante Amsterdam (met het Italiaans Concert BWV 971 en de Fantasia en Fuga BWV 904 voor klavecimbelsolo ; Virgin Classics, 4CDs, 7243 5 61716 2 6)
- De 7 soloconcerten: Christophe Rousset, klavecimbel, The Academy of Ancient Music o.l.v. Christopher Hogwood (Decca Editions L'Oiseau-Lyre, 2CDs, 460 031-2)